# Concerto pour violon de Dvořák

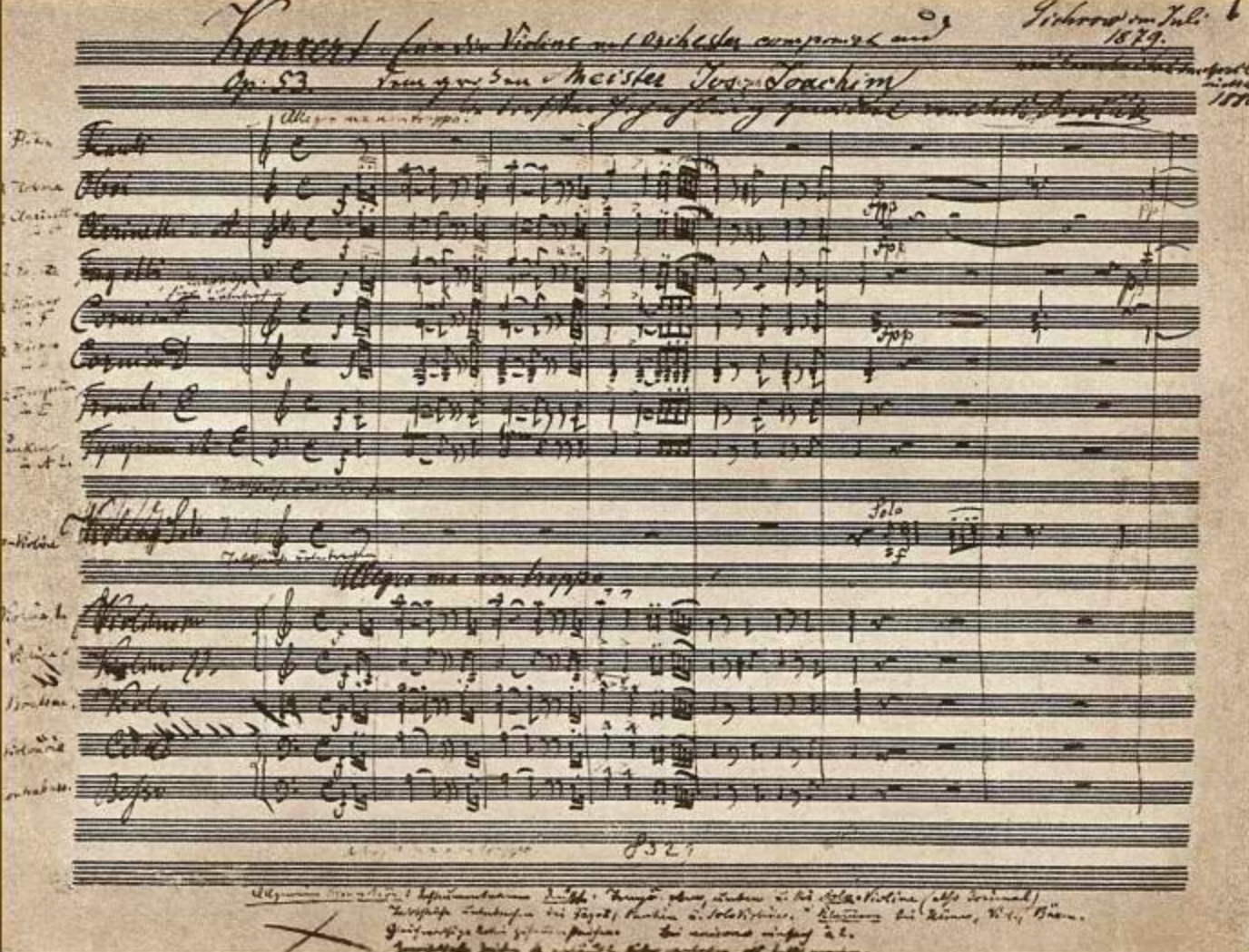
Première page des partitions du Concerto pour violon de Dvořák

Le Concerto pour violon et orchestre en la mineur B. 108 (op. 53) est une œuvre d'Antonín Dvořák composée en 1879.

## Création
Dvořák écrit son concerto en automne 1879 pour Joseph Joachim pour qui Johannes Brahms a déjà écrit un concerto pour violon, et pour qui Max Bruch en a écrit deux (le premier et le troisième). L'œuvre lui est dédiée, mais le compositeur, qui a déjà achevé une première version (B. 96), doit retravailler son concerto à la demande du violoniste. Finalement, c'est František Ondříček qui le crée à Prague le 14 octobre 1883 sous la direction de Moric Anger.
Son exécution nécessite une bonne maîtrise technique pour le soliste du fait des nombreux procédés techniques utilisés (registre aigu, arpèges, octaves, tierces, trilles...).

## Mouvements
1. Allegro ma non troppo
2. Adagio ma non troppo (en fa majeur)
3. Finale : Allegro giocoso ma non troppo (en la majeur, avec une partie centrale en ré mineur)

Durée : 30-32 minutes

## Discographie
- Yehudi Menuhin, Orchestre de la Société des concerts du Conservatoire, Georges Enesco, en 1936 (HMV) (premier enregistrement de l’œuvre).
- David Oïstrakh et l'Orchestre symphonique de la radio de Prague dirigé par Karel Ančerl en 1950 (Praga).
- Johanna Martzy et l'Orchestre de la radio de Berlin dirigé par Ferenc Fricsay en 1953 (Deutsche Grammophon).
- Josef Suk et l'Orchestre philharmonique tchèque dirigé par Karel Ančerl en 1963 (Supraphon).
- Isaac Stern et l'Orchestre de Philadelphie dirigé par Eugene Ormandy en 1964 (Sony).
- Itzhak Perlman et l'Orchestre symphonique de Chicago dirigé par Daniel Barenboim en 1974 (EMI)[1].
- Ruggiero Ricci et l'orchestre symphonique de Saint Louis dirigé par Walter Susskind en 1975 (Turnabout/Allegria).
- Kyung-Wha Chung et l'Orchestre de Philadelphie dirigé par Riccardo Muti en 1988 (EMI).
- Maxim Vengerov et l'Orchestre philharmonique de New York dirigé par Kurt Masur en 1997 (Teldec).
- Pamela Frank et l'Orchestre philharmonique tchèque dirigé par Charles Mackerras, en 1998 (?) (Decca).
- Sarah Chang et l'Orchestre symphonique de Londres dirigé par Colin Davis (EMI).
- Isabelle Faust et l'Orchestre philharmonique de Prague dirigé par Jiří Bělohlávek en 2004 (Harmoni mundi).
- Akiko Suwanai et l'Orchestre du festival de Budapest dirigé par Ivan Fischer (Philips).